# Cruzada Popular
A Cruzada Popular ou Cruzada dos Mendigos foi um movimento extraoficial da Primeira Cruzada. Uma peregrinação que reflectiu o misticismo da época, teve o seu início em 1095. Depois do Concílio de Clermont, o papa Urbano II planeou a partida da Cruzada dos Nobres, composta de homens de armas, para 15 de Agosto de 1096, no dia santo da Assunção de Maria.
Mas meses antes desta cruzada "oficial", um vasto número de plebeus e cavaleiros de baixa estirpe organizou-se para partir para a Terra Santa de forma independente. Liderados pelo monge Pedro o Eremita e pelo cavaleiro Gualtério Sem-Haveres, cerca de 40 000 peregrinos da Europa ocidental tentaram libertar a cidade de Jerusalém do domínio muçulmano, mas seriam mortos ainda na Anatólia em Outubro de 1096.

## Pregação da cruzada
Durante o Concílio de Placência de 1095, ao receber um apelo de ajuda do imperador bizantino Aleixo I Comneno para a luta contra os turcos, o papa Urbano II viu uma hipótese para acabar com o Grande Cisma do Oriente e reunir a Igreja cristã sob o domínio papal. A 27 de Novembro foi reunido o Concílio de Clermont, no qual o papa exortou a sua audiência a tirar o controle de Jerusalém das mãos dos muçulmanos, prometendo que quem morresse na Terra Santa ou a caminho dela, ganharia o seu lugar no Paraíso - isto é, a indulgência plena. A multidão reunida foi tomada de um tal entusiasmo frenético que interrompeu o seu discurso gritando «Deus o quer!» (em latim: Deus vult!), frase que seria repetida por toda a Europa. Durante 1095 e 1096, Urbano continuou a pregar a cruzada pela França e incentivou os seus bispos e legados a fazerem o mesmo nas suas dioceses da França, Germânia, e Itália.
Europeus de todas as camadas sociais coseram uma cruz vermelha nas suas roupas, o que lhes deu mais tarde o seu nome de cruzados. O entusiasmo era tal que muitos venderam ou hipotecaram todos os seus bens para obter as armas e o dinheiro necessários para a expedição. Nobreza e o povo comum procedente da França, do sul da Itália e das regiões da Lorena, Borgonha e Flandres, rapidamente formaram cruzadas separadas.
Depois de vários anos em que fora vítima de secas, fome e pestes, parte do povo da cruzada teria visto a expedição como uma fuga a este sofrimento. Por coincidência, desde o início de 1095 ocorriam fenómenos naturais que pareciam às pessoas da época serem sinais de uma bênção divina: uma chuva de meteoros, auroras boreais, um eclipse lunar e a passagem de um cometa, entre outros eventos.

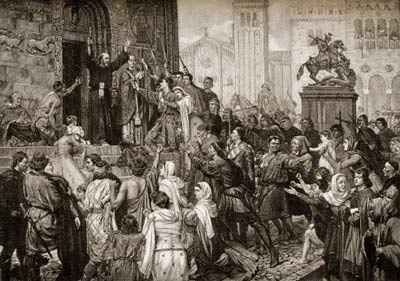
Pedro o Eremita prega a cruzada ao povo (ilustração de Gustave Doré, século XIX)

Um surto de ergotismo, que geralmente propiciava peregrinações em massa, ocorrera pouco antes do Concílio de Clermont. O milenarismo, a ideia da iminência do fim do mundo popularizada no final do século X e início do século XI, ganharam popularidade. Deste modo, a resposta ao apelo do papado ultrapassou as expectativas: Urbano teria contado em reunir alguns milhares de cavaleiros, mas a empresa tornou-se numa migração de mais de 40 000 pessoas.
O papa ainda tentou proibir algumas pessoas (como mulheres, monges e os doentes) de participar na cruzada, mas isto revelou-se impossível. O apelo tivera sido tão forte que a maioria dos que tomaram a cruz não foram os nobres, mas sim o povo pobre e mal preparado para a guerra, numa expedição que incluía mulheres e crianças, apoiados numa forte fé em Deus e na salvação das suas almas.
O monge Pedro o Eremita de Amiens foi um dos mais carismáticos entusiastas da expedição, pregando a cruzada pelo norte da França e pela Flandres. Afirmava ter sido convocado a pregar por Cristo (teria supostamente uma carta divina para o provar) e é provável que alguns dos seus seguidores pensassem que ele, não Urbano, era o verdadeiro criador do ideal da cruzada.  Alberto de Aquisgrão também relata os casos de populares acreditarem que uma cabra e um ganso teriam recebido o Espírito Santo, e assim seguiram sob a liderança destes animais.

## Travessia da Europa
Geralmente o exército de Pedro o Eremita tem sido visto como um grupo de camponeses analfabetos e incompetentes sem ideia de para onde estavam a viajar, e que acreditavam que cada cidade de determinado tamanho que foram encontrando pelo caminho era Jerusalém; apesar de isto poder ser a realidade para uma proporção destes peregrinos, a já longa tradição de peregrinações à Terra Santa nesta época assegurava que muitos deveriam conhecer bem a localização e a distância até Jerusalém.

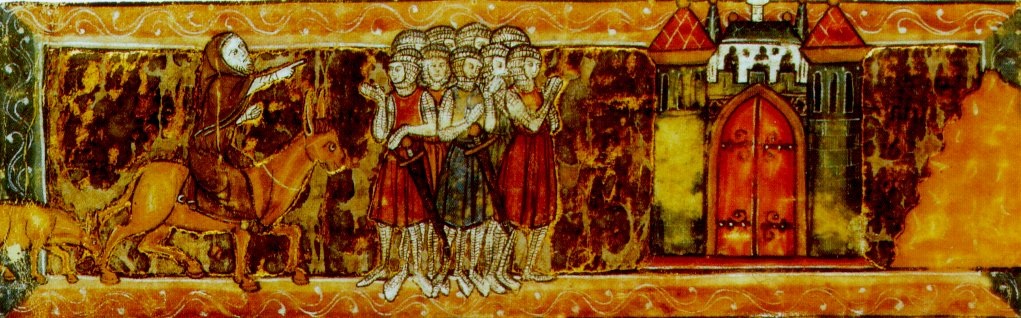
O monge Pedro o Eremita em cruzada, montado em um burro (iluminura francesa, c.1270

E enquanto a maioria do grupo não seria composta de guerreiros, alguns dos líderes da expedição eram cavaleiros de baixa estirpe, treinados nas artes bélicas, tais como o futuro cronista Fulquério de Chartres. Gualtério Sem-Haveres, tal como indica o seu nome, era um cavaleiro pobre, sem haveres (bens), suserano ou vassalos, mas com experiência de combate.
Sem disciplina militar, e nas terras estranhas da Europa de Leste, em pouco tempo estes primeiros cruzados entrariam em conflito com os nativos das nações, ainda cristãs, por onde passaram. Juntamente com as diferenças culturais, o problema principal da Cruzada Popular foi a falta de planejamento. Tinham saído da Europa Ocidental antes das colheitas da Primavera, depois de anos de seca e de más safras.
Agora era necessário alimentar uma expedição de milhares de pessoas e, uma vez que estas se viam como peregrinos a realizar a vontade de Deus, esperavam que as cidades por onde passavam lhes fornecessem alimentos e outros suprimentos de que necessitassem, ou pelo menos que os vendessem a um preço que os cruzados considerassem justo.

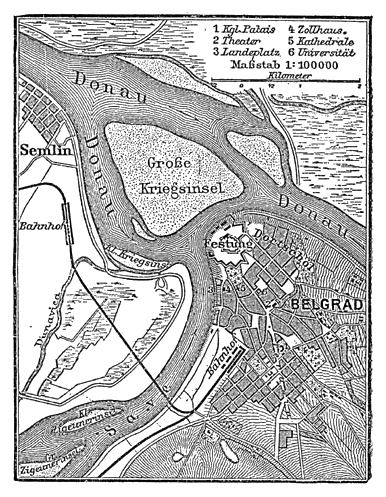
Mapa de 1888 mostrando a proximidade de Semlin a Belgrado através dos rios Sava e Danúbio

### Gualtério Sem-Haveres
Pedro o Eremita juntou o seu exército em Colónia a 12 de Abril de 1096, planejando parar nessa cidade para pregar aos germânicos e obter mais cruzados. Mas o contingente franco não estava disposto a aguardar pela chegada destes.

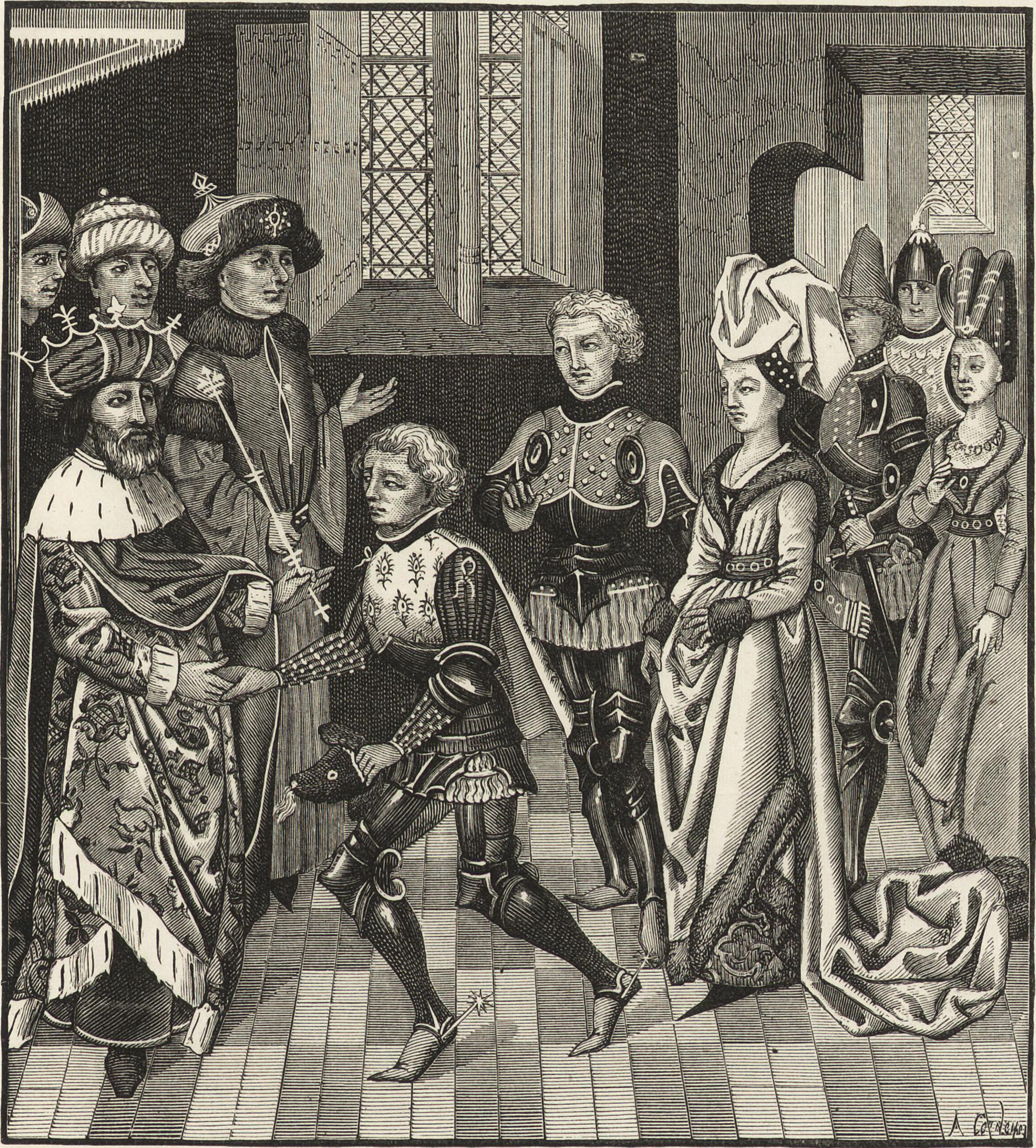
Recepção de Gualtério Sem-Haveres pelo rei da Hungria, que o permitiu atravessar o território de seu reino com os cruzados.

Sob a liderança de Gualtério Sem-Haveres, alguns milhares partiram antes de o Eremita. Chegaram à Hungria a 8 de Maio, atravessaram este território sem incidentes e alcançaram o rio Sava na fronteira do Império Bizantino em Belgrado.
Surpreendido pela chegada desta grande massa humana e sem ordens sob como proceder, o comandante da cidade recusou a entrada aos cruzados, forçando-os a pilhar os terrenos ao redor para obterem alimentos, o que resultou em escaramuças com os soldados bizantinos.
Em um incidente particularmente marcante, dezasseis homens de Gualtério tentaram pilhar um mercado em Semlin, na outra margem do rio Danúbio - os dezasseis cruzados foram despojados das suas armaduras e roupas, que foram penduradas como aviso nas muralhas do castelo.
Eventualmente foi-lhes permitida a passagem até Niš, onde as forças imperiais lhes forneceram alimentos, aguardando ordens de Constantinopla. Seria apenas no final do mês de Julho que alcançariam esta cidade, e sob escolta bizantina.

### Pedro, o Eremita

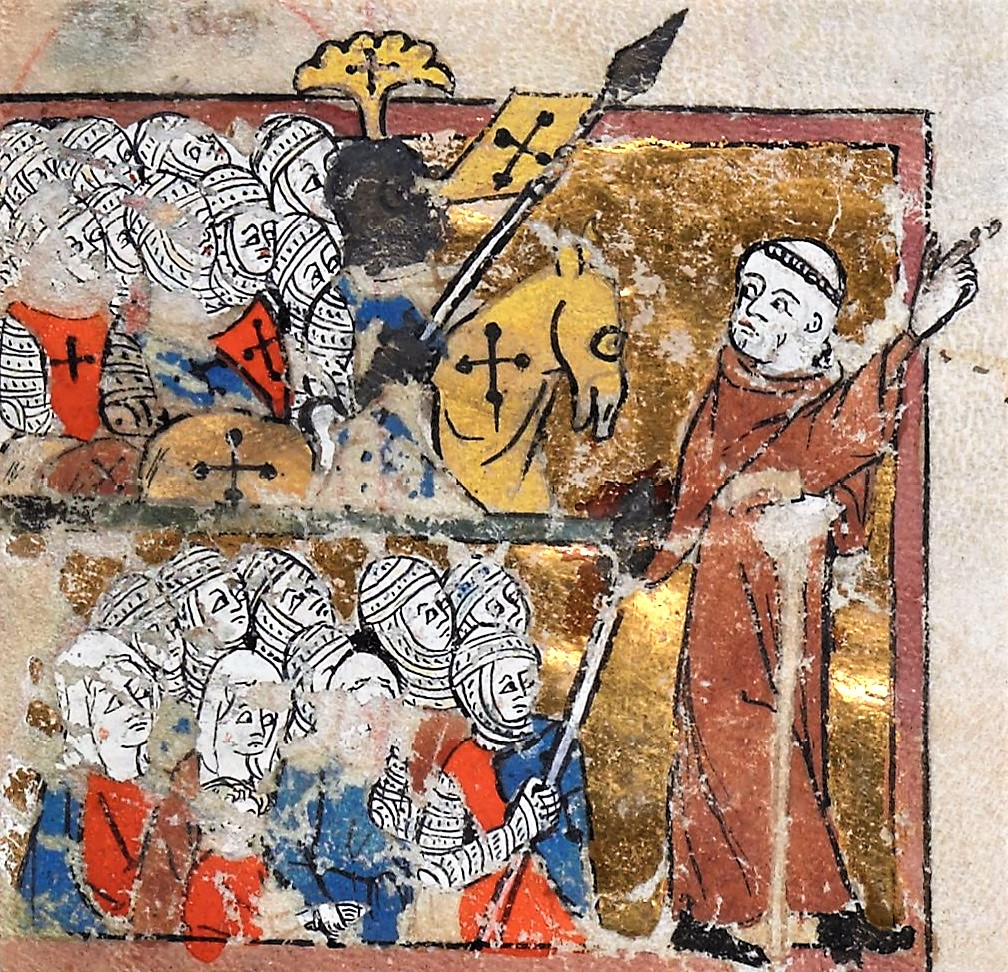
Pedro o Eremita a liderar os cruzados (iluminura medieval)

Pedro o Eremita manteve-se como o principal líder espiritual do movimento, caracteristicamente montado em um burro e vestido em roupas simples. Seguido por 40 000 cruzados, partiu de Colónia a 20 de Abril - o grupo de germânicos sob o conde Emico de Flonheim partiu pouco depois. Ao chegarem às margens do rio Danúbio, parte do exército decidiu descer o rio por barco, enquanto a maioria continuou por terra, entrando na Hungria em Ödenburg. Atravessaram este país sem incidentes até se reunirem ao contingente da viagem fluvial em Semlin.

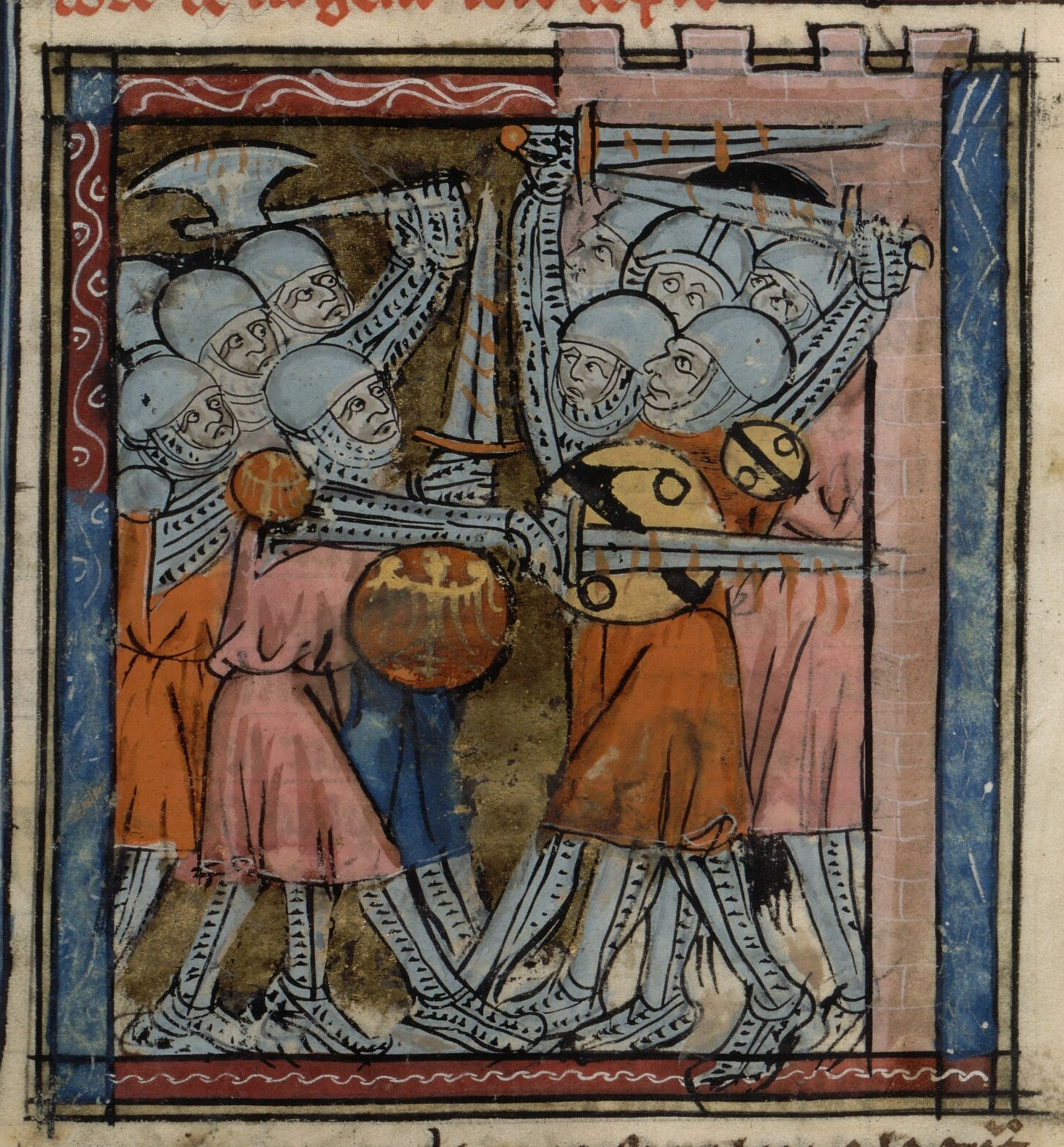
A Batalha de Niš (1096).

Os cruzados foram recebidos nesta cidade fronteiriça do Império Bizantino, pela visão das dezasseis armaduras do grupo de Gualtério Sem-Haveres penduradas nas muralhas. Eventualmente uma disputa sobre o preço de um par de sapatos no mercado levou a um motim, que rapidamente se tornou num ataque à cidade pelos cruzados (provavelmente contra a vontade de Pedro), no qual 4 000 húngaros perderam a vida.
Ao fugirem, atravessando o rio Sava, os ocidentais chegaram a Belgrado, lutando contra as tropas da cidade. Os residentes fugiram e os cruzados pilharam e incendiaram Belgrado, e depois marcharam durante sete dias até chegar a Niš, a 3 de Julho. O comandante desta cidade prometeu fornecer alimentos e uma escolta para os peregrinos até Constantinopla, se estes partissem imediatamente.
Pedro o Eremita partiu na manhã seguinte, mas alguns germânicos entraram em uma nova disputa com os locais na estrada e incendiaram um moinho. O conflito escalou até ao ponto de Niš enviar toda a sua guarnição contra os cruzados. O resultado foi a completa derrota do exército peregrino, que perdeu cerca de 10 000 cruzados, cerca de um quarto do seu total. Depois de se reagruparem em Bela Palanka (na Sérvia), chegaram a Sófia a 12 de Julho. Lá encontraram a escolta bizantina que os conduziria em segurança até Constantinopla, onde chegaram a 1 de Agosto.

### Perseguição a judeus
A Primeira Cruzada desencadeou uma longa tradição de violência organizada contra os judeus, apesar de há séculos existir antissemitismo na Europa. Primeiro na França e depois no Sacro Império Romano-Germânico, alguns líderes interpretaram que a guerra contra os infiéis podia ser aplicável não só aos muçulmanos no Levante - os judeus, vistos como os assassinos de Jesus Cristo, estavam presentes na maioria das comunidades europeias. Muitos cristãos não viam motivo para viajar milhares de quilômetros para lutar contra os inimigos do cristianismo, quando estes estavam à porta de suas casas.
Também é possível que estas perseguições tenham sido motivadas pela necessidade de dinheiro. As comunidades judaicas da Renânia eram relativamente abastadas, devido ao seu isolamento e por não estarem sujeitas à lei papal que proibia a agiotagem. Muitos cruzados tinham sido forçados a vender as suas posses e a colocar-se a eles mesmos e até aos seus familiares em dívida, de modo a poderem comprar armas e outro equipamento necessário para a expedição. Ao terem de entrar em dívida (muitas vezes para com os judeus) como consequência de pegarem em armas contra os inimigos da cristandade, muitos convenientemente racionalizaram a matança de judeus como uma extensão da sua missão de fé.
No passado, mesmo durante o ponto alto do milenarismo, vários movimentos antissemíticos populares, ou comandados por nobres e reis (como as conversões forçadas por Roberto II de França, Ricardo II da Normandia e Henrique II da Germânia no início do século XI), tinham sido travados pelo papado ou pelos bispos locais. Mas agora o zelo da Cruzada tornava a situação mais difícil de controlar. Em 1095 comunidades judaicas foram atacadas na França e na Renânia, e alguns judeus fugiram para leste para escapar à perseguição. Apesar de o papado acabar por pregar contra a purga de habitantes muçulmanos e judeus, este cenário repetir-se-ia inúmeras vezes durante o período das cruzadas.
O cronista franco Sigeberto de Gembloux escreveu que, para se fazer uma guerra em nome de Deus, era essencial que os judeus se convertessem; os que resistissem seriam privados dos seus bens, massacrados e expulsos das cidades. O nobre cruzado Godofredo de Bulhão chegou a jurar partir na expedição só após vingar o sangue de Cristo crucificado, derramando sangue judeu e erradicando a presença deste povo. Depois de informado disto pelo líder da comunidade judaica de Mogúncia, o imperador Henrique IV da Germânia proibiu esta acção. Godofredo acabou por negar ter a intenção de matar os judeus, mas as comunidades de Mogúncia e Colónia tinham-lhe enviado um tributo de 500 marcos de prata.
Quando os milhares de francos da Cruzada Popular chegaram ao vale do Reno, estavam sem provisões. Nenhum cronista acusa Pedro o Eremita de pregar contra os judeus, apesar de os seus seguidores, para se reabastecerem, pilharem propriedades dos judeus, simultaneamente tentando forçar estes a converterem-se a cristianismo ou massacrando as populações locais. Em outros casos as comunidades sobreviveram através do baptismo involuntário, como em Ratisbona, onde uma multidão de cruzados os forçou a entrar no Danúbio para os baptizar em massa - depois de os cruzados saírem da região, a comunidade voltou ao judaísmo. Muitos judeus que se recusavam a converter-se e ouviam as notícias de massacres perto das suas casas cometeram suicídios em massa.
Pessoalmente, Pedro o Eremita trazia consigo uma carta dos judeus da França para a comunidade de Tréveris, solicitando que fornecessem provisões aos seus seguidores. O cronista judeu Solomon bar Simeon escreveu que estavam tão apavorados ao ver Pedro aparecer aos portões da cidade que rapidamente concordaram a fornecer-lhe o que precisasse.

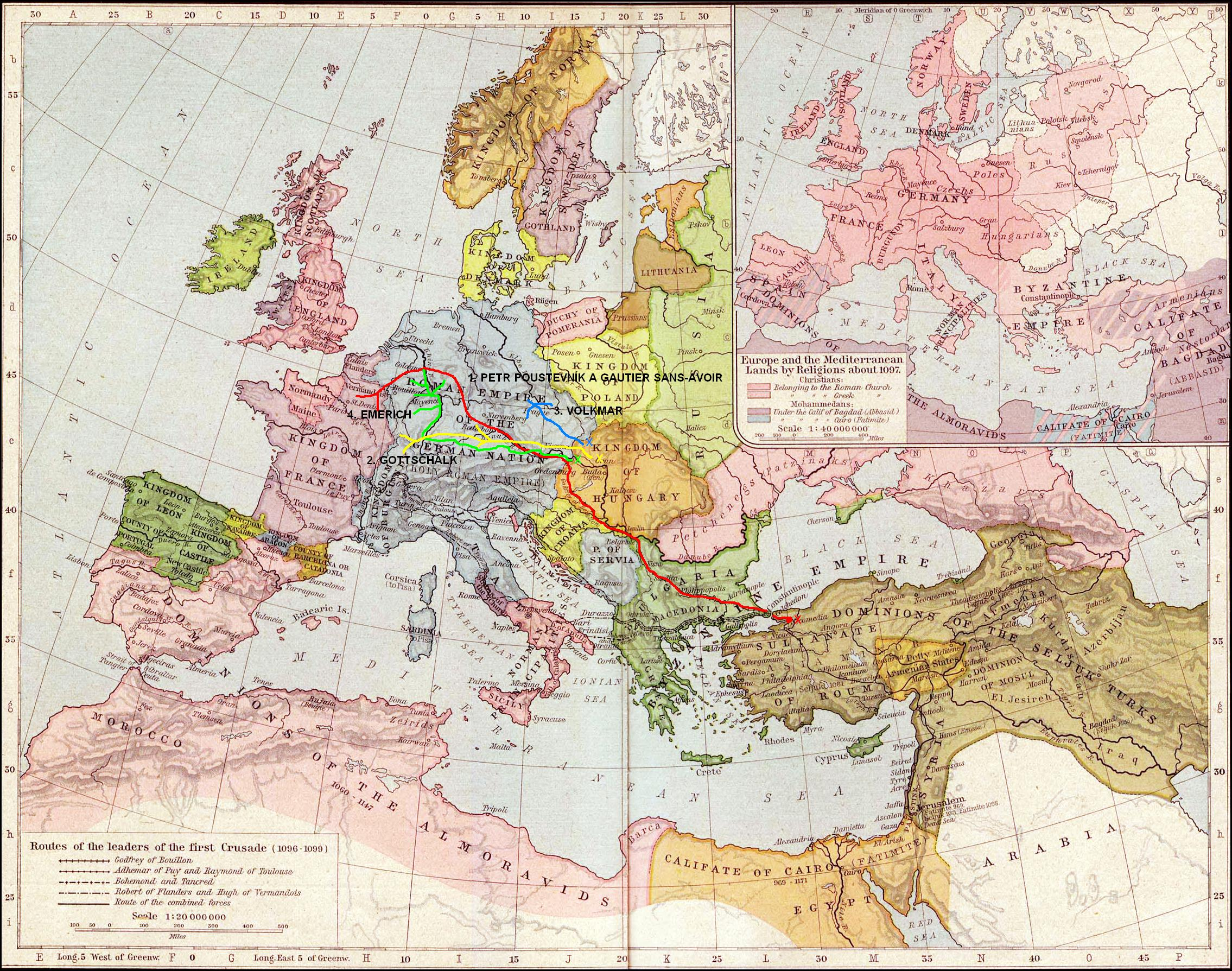
Rotas dos líderes da Cruzada Popular: Gualtério Sem-Haveres e Pedro o Eremita (francos), Gottschalk, Volkmar, Emico (germânicos)

### Volkmar e Gottschalk
Na Primavera de 1096, alguns pequenos bandos de cavaleiros e populares liderados pelo padre Volkmar juntaram-se na Saxónia, perseguindo judeus em Magdeburgo e a 30 de Maio em Praga, na Boémia. O bispo desta diocese ainda tentou evitar as conversões forçadas, apoiado pela hierarquia católica da região e pela maioria dos padres das diferentes paróquias que pregavam contra a violência antissemita.
Mas ao mesmo tempo que o poder secular de nobres e tribunais não mostrava capacidade de debelar a situação ou prender e julgar os atacantes, o clero também não mostrava capacidade de os desencorajar, não sendo conhecidos casos de processos de excomunhão, apesar de vários protestos e ameaças neste sentido.
Apesar do posição geral do clero, um monge local chamado Gottschalk encorajava o antissemitismo. Liderou uma cruzada pela Renânia e pela Lorena, atacando ocasionalmente comunidades judaicas pelo caminho. No final de Junho de 1096 chegaram à Hungria, onde foram recebidos pelo rei Colomano.
Em pouco tempo antagonizaram os húngaros, pilhando, matando e causando distúrbios, pelo que o rei exigiu que entregassem as armas. Depois de desarmados, a população local enfurecida retaliou e chacinou a maioria dos cruzados. Volkmar e os seus saxões também sofreram um destino semelhante similar às mãos dos húngaros quando começaram as suas pilhagens e foram acusados de incitar à sedição.

### Emico de Flonheim
O maior e mais violento grupo no ataque aos judeus da Germânia foi o liderado pelo conde Emico de Flonheim. No início do Verão de 1096, cerca de 10 000 cruzados percorreram o vale do Reno na direcção norte (oposta a Jerusalém), e iniciaram uma série de pogroms chamados por alguns historiadores de "o primeiro holocausto". Depois acabariam por seguir em direcção aos rios Meno e Danúbio para a Hungria. O contingente incluía oriundos da Renânia, França oriental, Lorena, Flandres e até da Inglaterra.

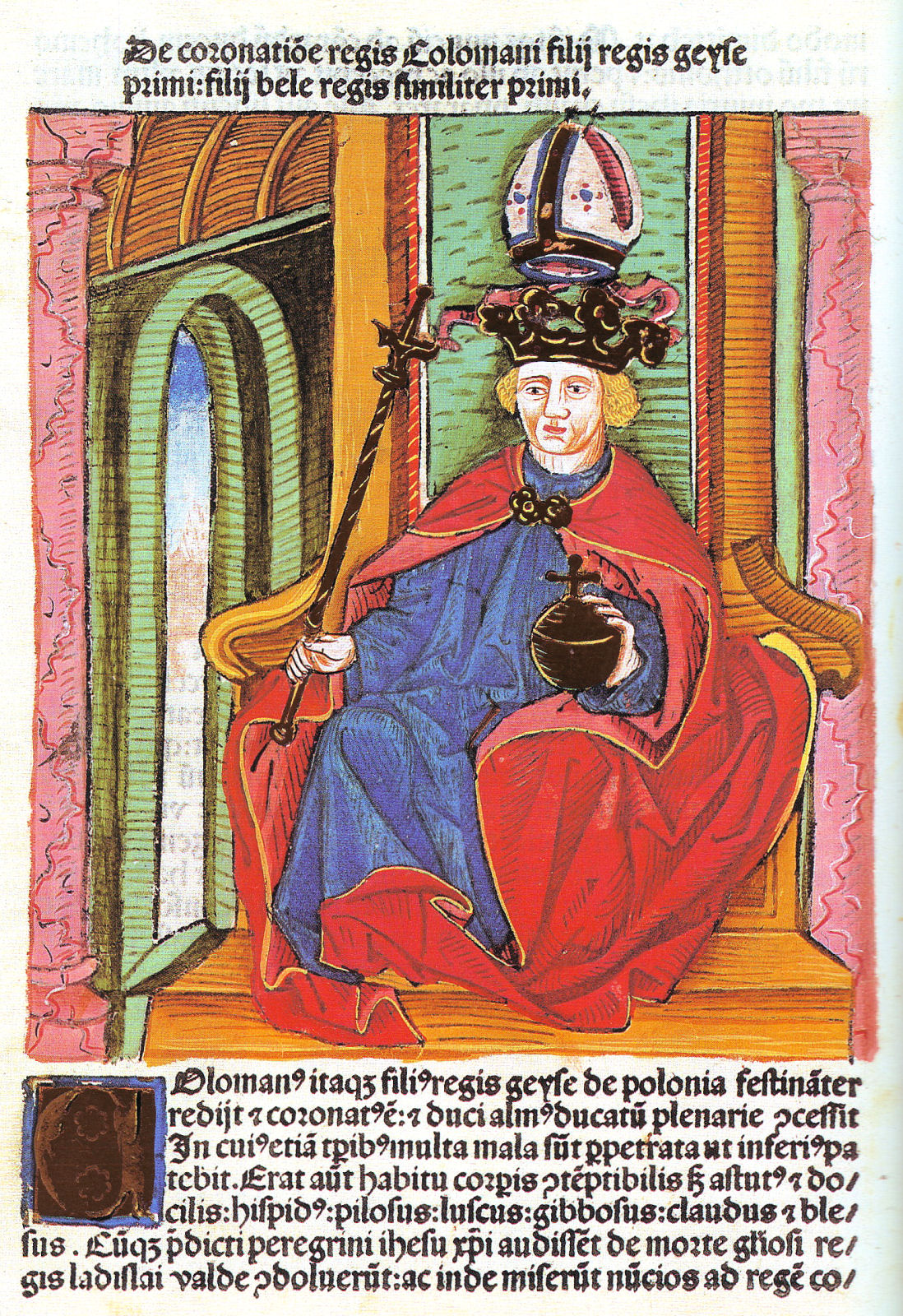
Iluminura de Colomano da Hungria

No momento no sul da Itália, quando percebeu as intenções desta cruzada o Sacro-Imperador Henrique IV da Germânia deu ordens para que os seus homens protegessem as comunidades judaicas. Depois do assassinato dos judeus de Metz, o bispo João de Speyer ofereceu asilo aos judeus da cidade, mas mesmo assim 12 foram mortos a 3 de Maio. O bispo de Worms também tentou proteger os judeus da sua cidade, mas os cruzados invadiram o seu palácio episcopal e mataram os refugiados a 18 de Maio, e pelo menos 800 judeus foram massacrados em Worms recusaram o baptismo.

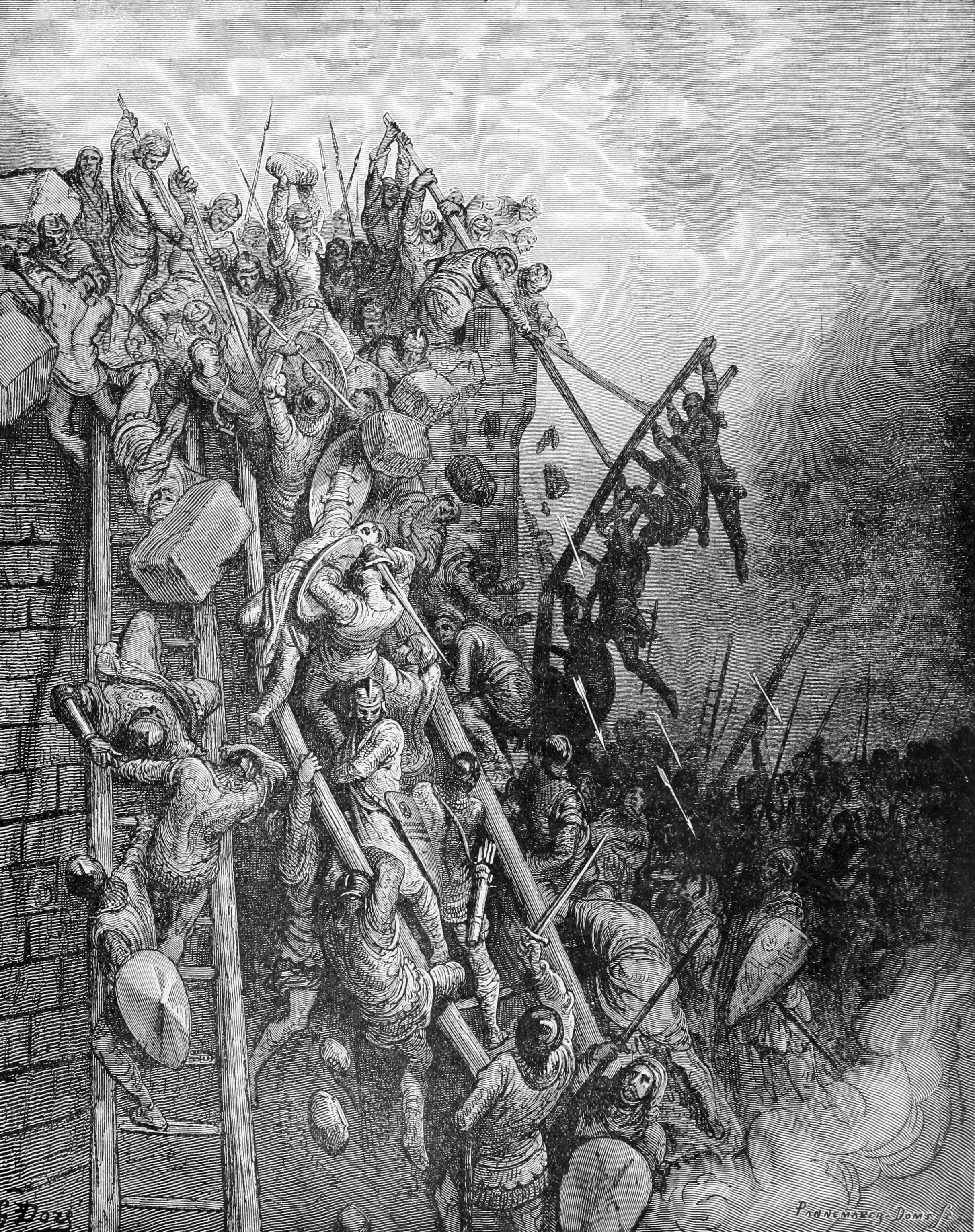
O exército do padre Volkmar e do Conde Emico ataca Meseberg. Os cruzados entram em pânico quando várias escadas quebram com o peso dos soldados.

Tendo sabido das acções de Emico, o bispo Ruthard de Mogúncia recusou a entrada do grupo na cidade a 25 de Maio, ao mesmo tempo que a comunidade judaica local lhes ofereceu um tributo de ouro para comprar a sua segurança. Mesmo assim, os seguidores de Emico entraram na cidade e massacraram judeus a 27 de Maio. Muitos dos habitantes do burgo, principalmente os comerciantes e o bispo, ofereceram abrigo aos seus vizinhos judeus (tal como aconteceu também em Praga), e juntaram-se à milícia do bispo e do burgrave para repelir incursões dos cruzados, mas deixaram de oferecer resistência à medida que os números destes aumentavam cada vez mais.
No entanto, muitos outros habitantes de Mogúncia e de outras cidades participaram das perseguições e pilhagens. Foi na cidade de Mogúncia que a violência atingiu o máximo, com pelo menos 1 100 judeus mortos por um só grupo. Um judeu de nome Isaac foi forçado a se converter mas depois sentiu-se culpado por ter cedido, matou a sua família e imolou-se dentro de casa. Outra judia de nome Raquel matou os seus quatro filhos para que não fossem mortos pelos cruzados.
A 29 de Maio Emico chegou a Colónia, onde a maioria da população judaica tinha fugido ou se refugiado em casas de cristãos. Aqui, outros pequenos grupos de cruzados juntaram-se ao contingente levando consigo bastante dinheiro pilhado aos judeus. Emico continuou na direcção da Hungria, recebendo grupos da Suábia.
Quando Colomano da Hungria lhes recusou a entrada no seu país, os cruzados cercaram Meseberg, junto ao rio Leitha. Desta vez o rei preparou-se para fugir para a Rússia, mas entretanto os cruzados foram perdendo moral e mais uma vez foram massacrados pelos húngaros ou afogaram-se no rio. Alguns dos líderes, entre os quais o conde Emico, fugiram para a Itália ou para as suas terras nativas. Outros eventualmente juntaram-se aos contingentes de Pedro o Eremita, Hugo I de Vermandois e outros líderes cruzados.

## Em Constantinopla

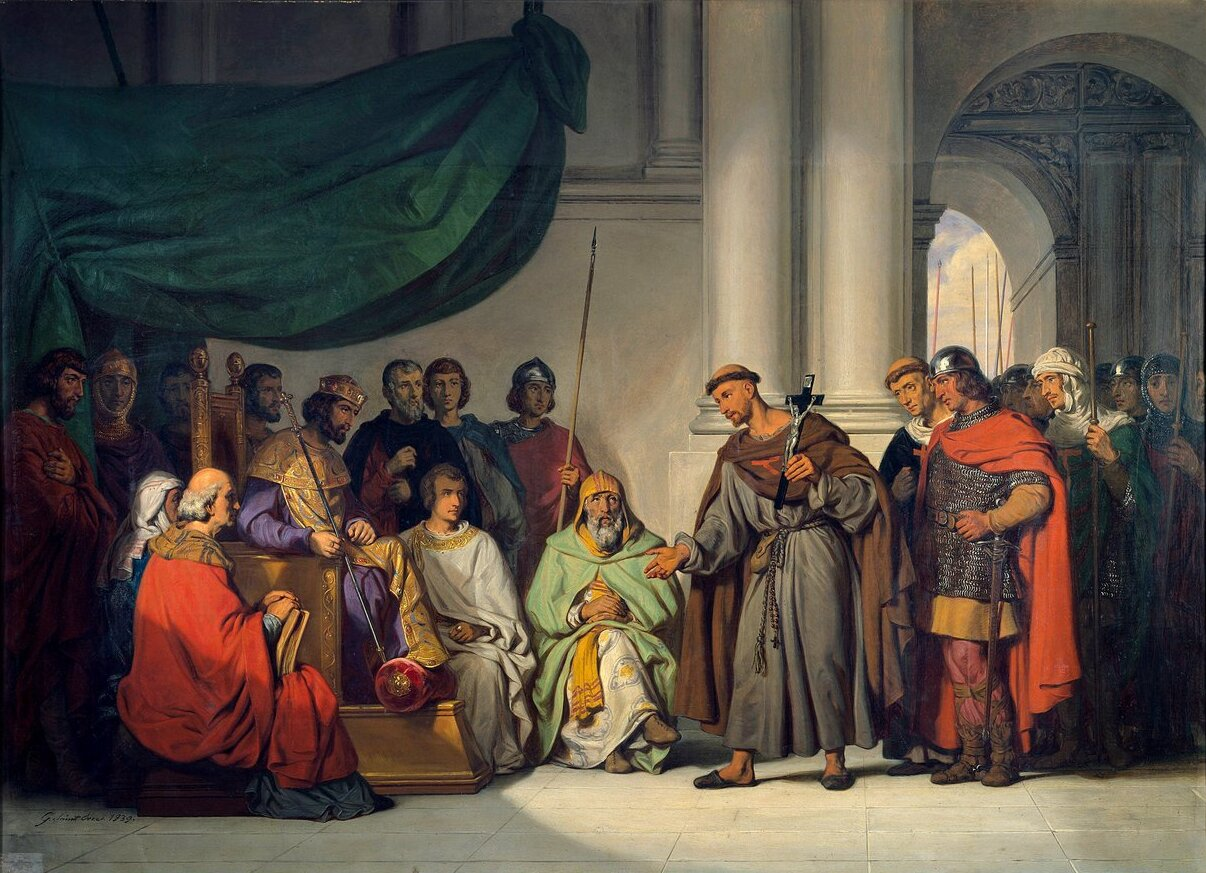
Pedro o Eremita a ser recebido na corte de Aleixo I Comneno (pintura do século XIX)

A capital bizantina era provavelmente a maior e mais rica cidade da Europa na sua época. O contraste entre a civilização requintada do oriente e o bando de peregrinos pobres do ocidente poderia ter sido a receita para um terrível conflito, principalmente com a relutância dos primeiros em fornecer provisões aos segundos.
Desejando obter do ocidente um exército organizado para o auxiliar na luta contra os turcos seljúcidas, o imperador bizantino Aleixo I Comneno viu-se a braços com uma expedição de peregrinos desordeiros, cujos próprios líderes não conseguiam controlar. Temendo mais tumultos e com mais cruzados a chegar ou a caminho de Constantinopla, Aleixo apressou-se a transportar os 30 000 cristãos latinos pelo Bósforo.
Aleixo avisou o Eremita para não dar batalha aos turcos, que o bizantino acreditava serem guerreiros superiores a este exército desorganizado, e para aguardarem a chegada das tropas mais bem equipadas que estavam para chegar na Cruzada dos Nobres. Tem sido debatido se foi de propósito que o imperador não lhes forneceu guias bizantinos, que conheciam a Anatólia, sabendo que sem guias os cruzados seriam chacinados pelos turcos; ou se pelo contrário teriam sido os cruzados que insistiram em prosseguir a viagem pela Ásia Menor apesar dos seus avisos.

## Na Anatólia
Pedro reuniu-se aos francos de Gualtério Sem-Haveres e a alguns italianos que chegaram ao mesmo tempo. Assim que atravessaram o Bósforo para a Ásia, os cruzados começaram a saquear cidades. Ao chegarem a Nicomédia, as tensões entre francos de um lado, e germânicos e italianos do outro, resultaram em uma diferença de opiniões sobre como continuar. O exército separou-se então em dois contingentes, o franco liderado por Godofredo Burel e o germânico/italiano por um italiano chamado Reinaldo.

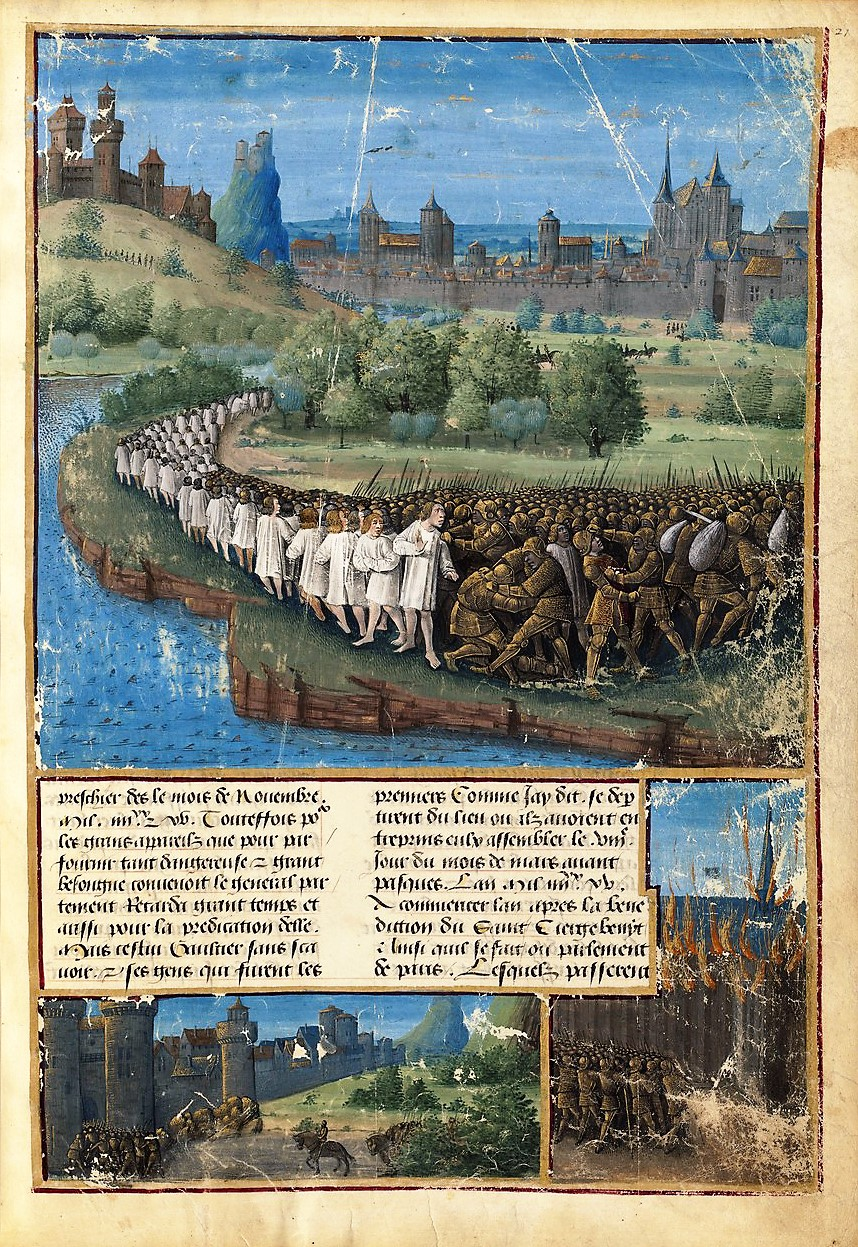
Iluminura do massacre dos peregrinos da Cruzada Popular na Anatólia

Pedro o Eremita tinha perdido completamente o controlo da cruzada. Os peregrinos desprezaram os conselhos de Aleixo I Comneno de aguardar pelo exército dos nobres; incentivados uns pelos outros e pela facilidade com que conseguiam dominar as populações locais, avançavam com cada vez mais ousadia contra cidades vizinhas, até os francos chegarem junto a Niceia, a capital dos seljúcidas, pilhando os subúrbios.
Os turcos eram guerreiros experientes e conheciam o terreno, por isso durante cerca de um mês aguardaram e observaram até ao melhor momento para atacar. Em Agosto de 1096, uma primeira patrulha de soldados do sultão Quilije Arslã I foi enviada, sem sucesso, para barrá-los.
Para provarem o seu valor igual ou superior aos francos, os germânicos marcharam com 6 000 cruzados sobre a fortaleza de Xerigordo, que conquistaram a 18 de Setembro, com o objectivo de a poderem usar como base para atacar o território. Em resposta, Quilije Arslã enviou um exército de 15 000 turcos liderado pelo general Elcanes, que cercou Xerigordo a 21 de Setembro.
Uma vez que a fortaleza não dispunha de fontes de água, os turcos aguardaram que a sede se encarregasse de derrotar os inimigos, o que demorou cerca de uma semana. Forçados a beber o sangue dos seus burros e a sua própria urina, os cruzados renderam-se a 29 de Setembro. Alguns foram aprisionados, forçados a converterem-se ao Islão e enviados para Coração, onde foram escravizados, enquanto outros recusaram-se a renegar a sua fé e foram mortos.
Há várias versões sobre o destino do líder Reinaldo: algumas mencionam que foi morto no início do cerco, enquanto tentava emboscar o poço de água usado pelos turcos, à frente da fortaleza; outras relatam a sua morte durante o cerco; uma outra afirma que se converteu ao Islão.

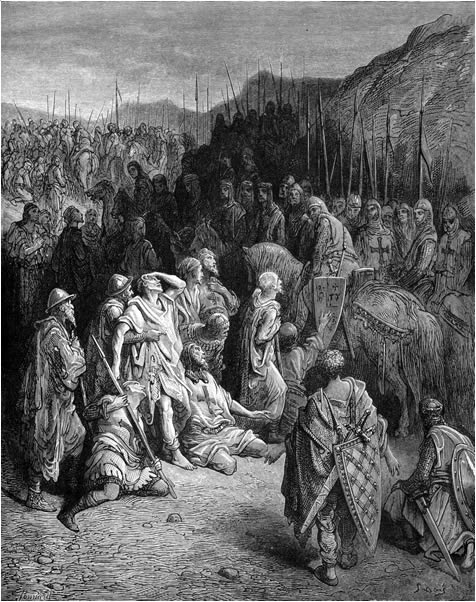
Os sobreviventes da Cruzada dos Mendigos encontram Godofredo de Bulhão na Cruzada dos Nobres (ilustração de Gustave Doré, século XIX)

No acampamento franco de Cibotos, dois espiões turcos espalharam o rumor de que os germânicos tinham conseguido tomar não só Xerigordo como também Niceia, o que incentivou este contingente a apressar-se para chegar à cidade o mais depressa possível para poder participar do saque. Só mais tarde os cruzados souberam a verdade de o que acontecera em Xerigordo. Com os cruzados tomados de pânico, Pedro o Eremita voltou a Constantinopla para obter mantimentos.
Os líderes discutiram se deveriam aguardar por Pedro, que deveria demorar pouco tempo. Na verdade, este não chegou a voltar: Godofredo Burel, que tinha o apoio popular das massas do exército, argumentou que seria covardia aguardar, e que deveriam avançar imediatamente contra os muçulmanos. Na manhã de 21 de Outubro, todo o exército de cerca de 20 000 cruzados marchou em direcção a Niceia, deixando mulheres, crianças, velhos e doentes no acampamento.
O exército turco aguardava em emboscada a cerca de três milhas do acampamento cruzado, em um local onde a estrada entrava em um vale arborizado e estreito junto à aldeia de Draco. Ao aproximarem-se do vale, os ocidentais marchavam lenta e ruidosamente, levantando uma nuvem de poeira. Recebidos por um ataque de flechas que vitimou um grande número de peregrinos, e sem dispor de qualquer protecção, foram imediatamente tomados de pânico e em poucos minutos bateram em retirada para o acampamento.
O exército cruzado seria massacrado quase na totalidade, mas as crianças e os que se renderam foram poupados. Os milhares de soldados que tentaram resistir foram facilmente derrotados. Para além de alguns sobreviventes dispersos, apenas cerca de 3 000 peregrinos, incluindo Godofredo Burel, se conseguiram refugiar num castelo abandonado. Eventualmente uma força bizantina chegou de barco e levantou o cerco turco para levar os ocidentais de volta a Constantinopla, onde muitos se juntariam à Cruzada dos Nobres.